# Thomas H. Watts
Thomas Hill Watts, född 3 januari 1819 i Alabamaterritoriet, död 16 september 1892 i Montgomery, Alabama, var en framträdande politiker i Amerikas konfedererade stater under amerikanska inbördeskriget. Han var CSA:s justitieminister 1862–1863 och guvernör i Alabama 1863–1865.
Watts utexaminerades 1840 från University of Virginia och inledde 1841 sin karriär som advokat i Greenville, Alabama. År 1848 flyttade han sin advokatpraktik till Montgomery och var dessutom verksam som plantageägare. År 1860 ägde han 179 slavar.
Amerikas konfedererade staters president Jefferson Davis utnämnde 1862 Watts till justitieminister. Han avgick 1863 för att kandidera till guvernör i Alabama. Watts vann valet som Demokratiska partiets kandidat och fick även stöd från Peace Party som förespråkade fred. Före inbördeskriget hade Watts varit medlem först i Whigpartiet och därefter en tid i Knownothings. Som guvernör försäkrade Watts att kriget hade hans fulla stöd trots påtryckningar från Peace Party. Watts satt kvar som guvernör till inbördeskrigets slut då han för en kort tid fängslades av nordstaternas trupper. I guvernörsämbetet efterträddes han av Lewis E. Parsons. Efter kriget var Watts aktiv inom demokraterna i Alabama och motsatte sig nordstaternas rekonstruktionspolitik.